# Kanis (rappeuse)
Pour les articles homonymes, voir Kanis (homonymie).
 (novembre 2022).
La mise en forme du texte ne suit pas les recommandations de Wikipédia : il faut le « wikifier ».
Les points d'amélioration suivants sont les cas les plus fréquents :
- Les titres sont pré-formatés par le logiciel. Ils ne sont ni en capitales, ni en gras.
- Le texte ne doit pas être écrit en capitales (les noms de famille non plus), ni en gras, ni en italique, ni en « petit »…
- Le gras n'est utilisé que pour surligner le titre de l'article dans l'introduction, une seule fois.
- L'italique est rarement utilisé : mots en langue étrangère, titres d'œuvres, noms de bateaux, etc.
- Les citations ne sont pas en italique mais en corps de texte normal. Elles sont entourées par des guillemets français : « et ».
- Les listes à puces sont à éviter, des paragraphes rédigés étant largement préférés. Les tableaux sont à réserver à la présentation de données structurées (résultats, etc.).
- Les appels de note de bas de page (petits chiffres en exposant, introduits par l'outil «  Source ») sont à placer entre la fin de phrase et le point final[comme ça].
- Les liens internes (vers d'autres articles de Wikipédia) sont à choisir avec parcimonie. Créez des liens vers des articles approfondissant le sujet. Les termes génériques sans rapport avec le sujet sont à éviter, ainsi que les répétitions de liens vers un même terme.
- Les liens externes sont à placer uniquement dans une section « Liens externes », à la fin de l'article. Ces liens sont à choisir avec parcimonie suivant les règles définies. Si un lien sert de source à l'article, son insertion dans le texte est à faire par les notes de bas de page.
- La présentation des références doit suivre les conventions bibliographiques. Il est recommandé d'utiliser les modèles {{Ouvrage}}, {{Chapitre}}, {{Article}}, {{Lien web}} et/ou {{Bibliographie}}. Le mode d'édition visuel peut mettre en forme automatiquement les références.
- Insérer une infobox (cadre d'informations à droite) n'est pas obligatoire pour parachever la mise en page.

Pour une aide détaillée, merci de consulter Aide:Wikification.
Si vous pensez que ces points ont été résolus, vous pouvez retirer ce bandeau et améliorer la mise en forme d'un autre article.
Niska Pascal Garoute (née le 27 septembre 1993 à Miami en Floride aux États-Unis), plus connue sous son nom de scène Kanis (auparavant Niska) est une rappeuse, graphiste, danseuse, mannequin, peintre et femme d'affaires haïtiano-américaine.

## Biographie
Kanis a commencé sa carrière musicale à New York pendant ses études de premier cycle au NYIT. Tout au long de ses études, elle a écrit et travaillé avec divers artistes de tous horizons pour affiner son art.
Après avoir obtenu un diplôme en marketing, Kanis a décidé de déménager à Miami, en Floride, où elle a finalement sorti ses deux premiers singles "Riddim Affair" et "Dan Bang", qui sont devenus des succès instantanés dans la communauté haïtienne. À la suite de leur succès, Kanis a décidé d'aller de l'avant et est retourné en Haïti pour explorer et développer un nouveau son inspiré de ses racines. Kanis a commencé à mélanger des rythmes Racine, Vaudou, Rara et Hip-Hop et à produire de la musique embrassant la culture haïtienne.
En 2017, Kanis a sorti son premier album créole intitulé : Enèji - un LP de 19 chansons inspiré de plusieurs genres explorant du Hip Hop, au Rap Créole et Racine. Enèji a été un succès instantané et a conduit Kanis à devenir le rappeur haïtien n ° 1 des années 2018 et 2019, exposant Kanis à une carrière internationale en tant que leader au sein de la communauté haïtienne et de la diaspora.
Kanis a commencé à tourner dans différentes villes d'Haïti, des États-Unis, des Caraïbes et d'Europe.
Alors que Kanis entamait une tournée européenne en 2018, Kanis a passé du temps en studio à Paris avec son équipe de production et a commencé à développer son futur projet de suivi en français comme prochaine étape de sa carrière. Dans le processus, Kanis a dû subir un changement de nom en raison de son nom de naissance, célèbre artiste de rap français. Un pas en arrière peut-être, mais sûrement trois pas en avant, puisque Kanis a signé un accord de licence mondial avec Sony Music, Columbia France d'ici fin 2019.
Armée d'un projet fraîchement développé en français, créé aux côtés de producteurs de premier plan, d'un label partenaire mondial et d'une détermination inégalée - Kanis est prête, les yeux rivés sur le prix, à dominer sa prochaine cible.[Information douteuse]